# Theofanis Tzandaris
Theofanis "Fanis" Tzandaris, född 3 juli 1993 i Thessaloniki, Grekland, är en grekisk fotbollsspelare som spelar för slovakiska Spartak Trnava. Han började sin karriär som ungdomsspelare i PAOK.